# Vilniaus futbolo klubas REO
Il REO Vilnius, ufficialmente Vilniaus futbolo klubas REO (in lituano Società calcistica di Vilnius REO), è una società calcistica lituana di Vilnius.
Disputa le partite casalinghe nello Stadio Žalgiris.

## Storia
Il Reo Vilnius è stato fondato nel 2005 con il nome Policija, cioè come squadra dei poliziotti di Vilnius.
Nel 2008 la società cambiò denominazione in REO LT, rinforzò la rosa e si iscrisse per la prima volta della sua storia nella III Lyga, la quarta serie lituana, grazie al secondo posto finale.
L'anno successivo al primo anno in questa categoria il REO LT vinse il campionato e venne promossa in II Lyga la serie terza lituana.
Al debutto in terza serie la squadra, grazie al secondo posto finale, riuscì nuovamente salire di categoria venendo promossa in 1 Lyga; nel 2011, al debutto in 1 Lyga la società cambia nuovamente nome in Vilniaus FK, e riesce ad ottenere la terza promozione consecutiva, vincendo il campionato e raggiungendo il diritto di partecipare alla A Lyga la massima serie calcistica lituana.

### I problemi finanziari
Nel luglio 2012, la LFF ha vietato al REO Vilnius di ingaggiare nuovi giocatori per non aver pagato le quote per gli arbitri. In agosto il REO si è ritirato dal campionato, per mancanza di sponsor. Dato che però aveva giocato più di metà delle giornate, quelle partite sono considerate valide, mentre in tutti gli incontri successivi è stato assegnato il 3-0 a tavolino a favore degli avversari.

## Palmarès
- III Lyga: 1

2009
- 1 Lyga: 1

2011
- 2 Lyga: 1

2010